# Schloss Eickhof

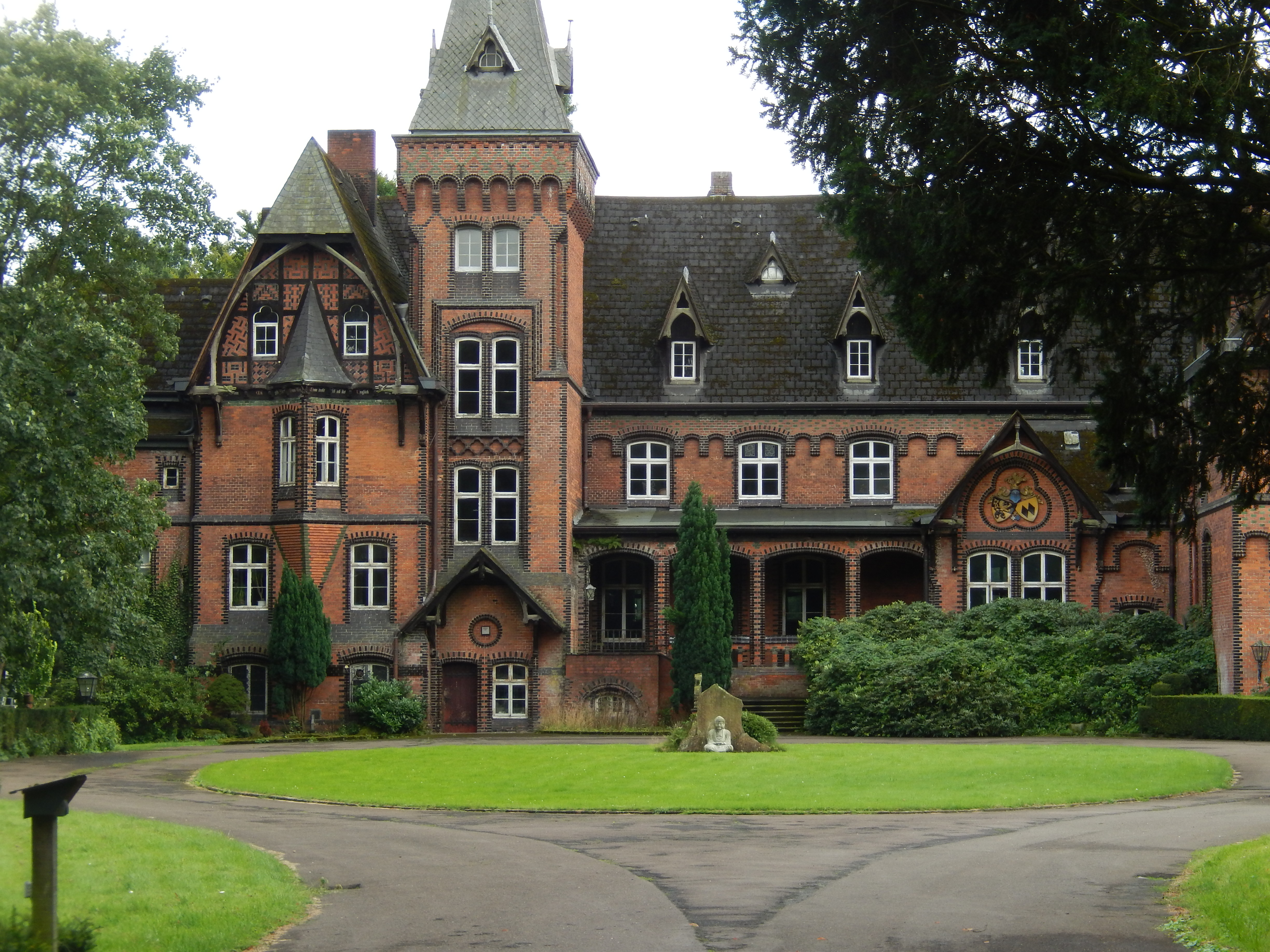
Schloss Eickhof

Schloss Eickhof, gelegentlich auch Schloss Eickhoff, ist ein Schloss bei Liebenau in Niedersachsen an einer Biegung der Großen Aue. Es ist nicht öffentlich zugänglich.

## Geschichte
Nachdem die Familie von Hasbergen aus Hasbergen bei Delmenhorst im 14. Jahrhundert im Besitz des „Schlossgutes“ in Drakenburg (1343–1372) war, erwarb sie den Eickhof bei Liebenau. Unter den Brüdern Jost von Hasbergen (1507–1580) und Cordt von Hasbergen (1510–1581) erreichte die Familie ihren wirtschaftlichen und auch politischen Höhepunkt. Nach deren Tod kam es um 1600 zu einer Teilung des Besitzes. Auf dem Eickhof gründete sich ein eigenständiger Familienzweig und der Eickhof blieb bis 1852 im Besitz der Familie von Hasbergen.
Nach der Teilung des „Gemeinen Waldes“ erfuhr das Gut Eickhof eine einschneidende Veränderung. Es war schon vorher durch Kauf in den Besitz des Braunschweiger Oberjägermeisters Marbod von Kalm gekommen. Zu dieser Zeit war der Eickhof ein landwirtschaftlich genutztes Gut. Die Grundstücke lagen zum größten Teil in der Wesermarsch. 1860 hatte das Gut einen Viehbestand von 8 Pferden, 40 Rindern, 390 Schweinen und 800 Schafen. Der Herr von Kalm vergrößerte seinen Besitz durch den Erwerb von zwei ehemaligen Lehnsgütern sowie durch den Kauf der beiden Höfe Vilkmann und Hesterberg in Hemmeringhausen. Der neue Herr von Kalm war nicht an der Landwirtschaft interessiert, er verkaufte die Gutsländereien in der Wesermarsch und erwarb dafür von der Domänenverwaltung große Heideflächen des „Liebenauer Waldes“, die er aufforsten ließ. Aus dem auf älteren Landkarten „Eickhofer Heide“ genannten Distrikt wurde so ein großes Forstgut. Darin war für Schafherden kein Platz mehr. Die Höfe in Hemmeringhausen ließ von Kalm abreißen, ebenso die von seinen Vorgängern in der Nähe des Judenfriedhofs errichtete Ziegelei. Auf den Fundamenten des alten Gutshauses entstand nach 1870 das neue Schloss Eickhof mit Schlossgarten, Gärtnerei und Vorwerk.
Der Oberjägermeister von Kalm war oft in Braunschweig und gehörte dort zu den Vertrauten des Herzogs. Als er einmal im Glücksspiel sein Gut Eickhof zum Einsatz brachte und es verlor, soll es ihm der Herzog am anderen Morgen zurückgegeben haben – mit einer Ohrfeige für seinen Leichtsinn. Die Familie von Kalm war dem Welfenhaus treu ergeben und nach den Preußischen Annexionen von 1866 antipreußisch gesinnt. Auf dem Gutsfriedhof liegen Mitglieder der Familie von Kalm, die im Deutschen Krieg von 1866 als Offiziere in der österreichischen Armee dienten. Der idyllisch in der Nähe des Schlosses Eickhof gelegene Friedhof wurde um 1870 durch Marbod von Kalm angelegt. Der Friedhof steht unter Denkmalschutz. Besonders sehenswert sind die Jahrhunderte alten Grabsteine und Gruftplatten, die in die Außenmauer eingearbeitet sind.
Nach dem Tod Marbod von Kalms im Jahr 1895 ging das Gut als Fideikommiss an Eduard Oskar Reitzenstein (1840–1911, 1900 geadelt als Eduard Oskar von Eickhof genannt Reitzenstein), von 1891 bis 1903 Präsident der Königlich Preußischen Eisenbahndirektion Hannover. Bis 1938 war das Schloss Sitz seiner Nachkommen, auch der Eickhofer Friedhof wurde in dieser Zeit von ihnen genutzt. 
Nach 1938 kaufte die Verwertungsgesellschaft für Montanindustrie die Eickhofer Heide von der Familie von Eickhof-Reitzenstein zwecks Baus einer Munitionsfabrik an (Anlage Karl der Eibia G.m.b.H. für chemische Produkte). In Schloss Eickhof befand sich zu dieser Zeit eine HJ-Führerschule. 
Nach 1945 requirierte die Britische Besatzungsmacht das Werk, Teile der Werksunterkünfte, das Schloss Eickhof und eine Anzahl Häuser in Liebenau. Im Schloss richteten sie ein Offizierskasino ein, das bis 1978 betrieben wurde.
1986 erwarben Wolfgang und Marianne Hess das Schloss Eickhof, um sich dort in ruhiger Umgebung niederzulassen. Im Zuge der wachsenden Begeisterung für japanische Gärten wurden immer größere Flächen des Parks im japanischen Stil umgestaltet. Schließlich wurde 2006 aus dem bis dahin ausschließlich als Wohnhaus genutzten Schloss zeitweise ein Zen-Kloster mit Seminarangebot. Das Musikvideo zu „Denxu“ von Fettes Brot wurde dort gedreht. Außerdem hat ein Gartenbauunternehmen seinen Geschäftssitz im Schloss.